# Burg Potštejn
Die Ruine der Burg Pottenstein liegt oberhalb von Potštejn, Tschechien. Die Höhenburg wurde erstmals 1287 erwähnt und gehörte damals dem Botho von Bothenstein (Půta z Potštejna). Später gehörte die Burg Puta d. J. von Častolowitz, Hynek Kruschina von Lichtenburg und  Wilhelm II. von Pernstein. Nach dem Tod von Wilhelm von Pernstein wurde die Burg als Erbgut verkauft, wurde verlassen und verfiel. Seit 1746 gehörte Pottenstein dem Grafen Johann Ludwig Harbuval de Chamaré, der Teile der Burg restaurieren ließ.

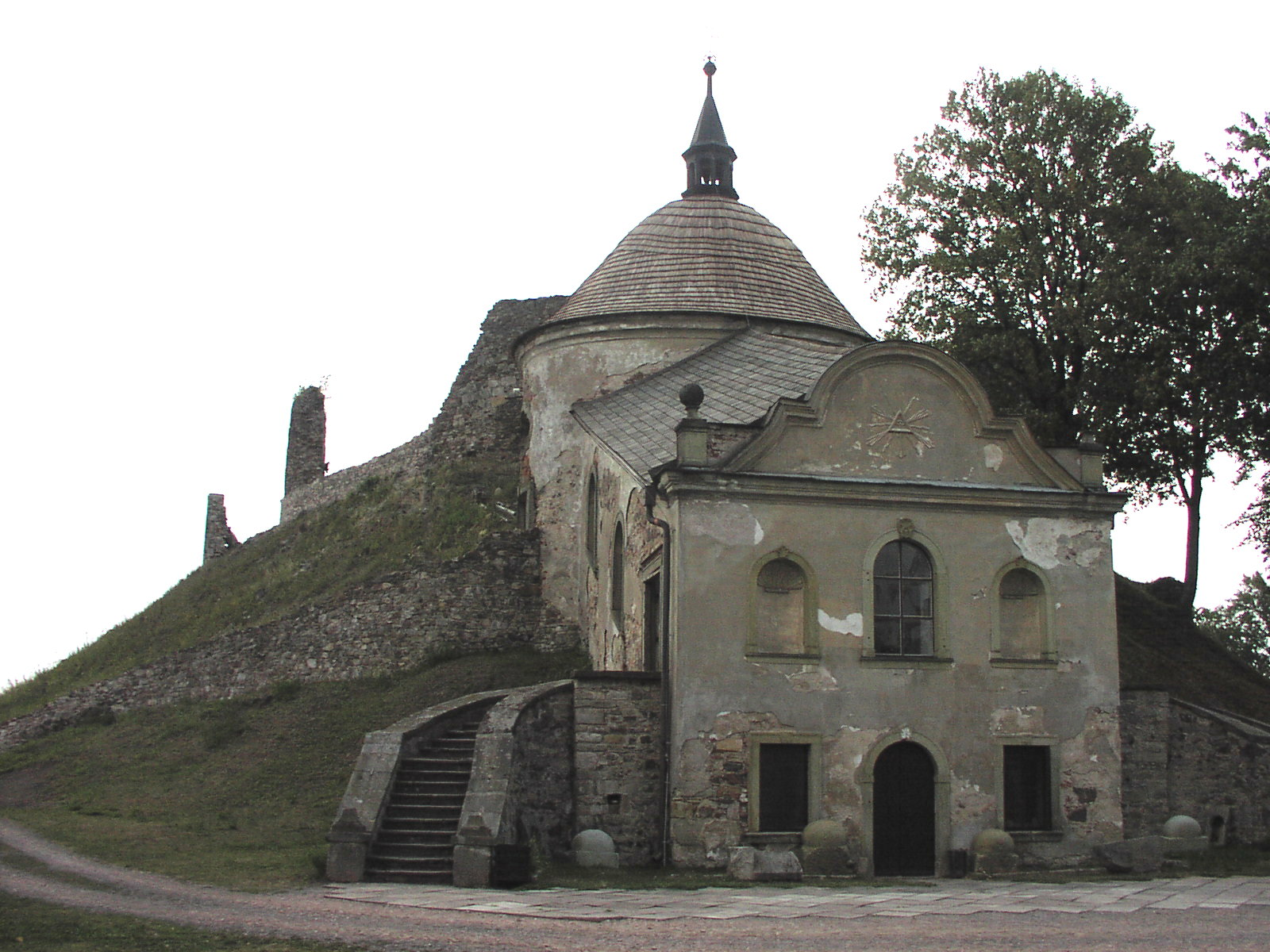
Kapelle
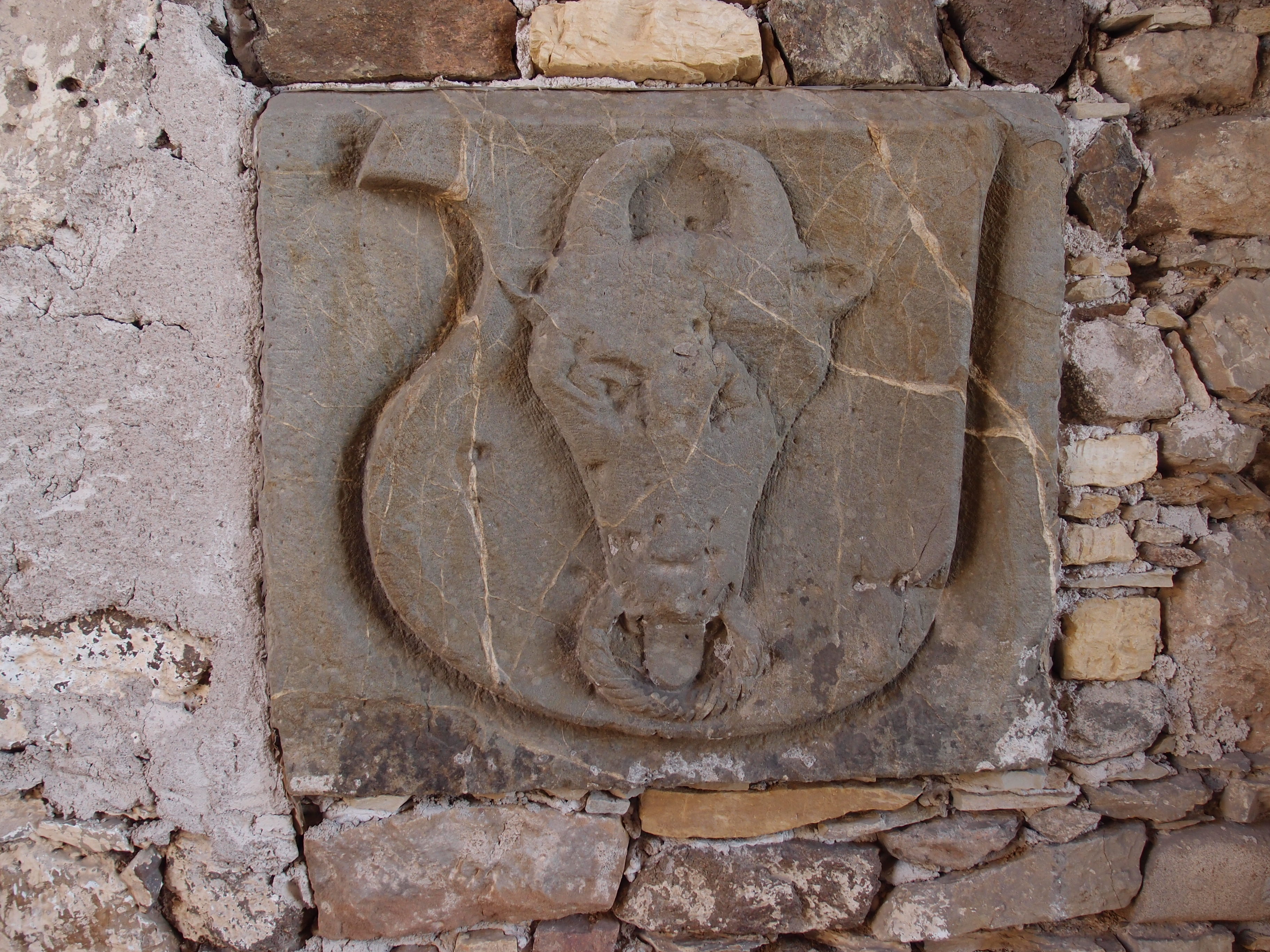
Wappen der Pernsteins am Burgtor
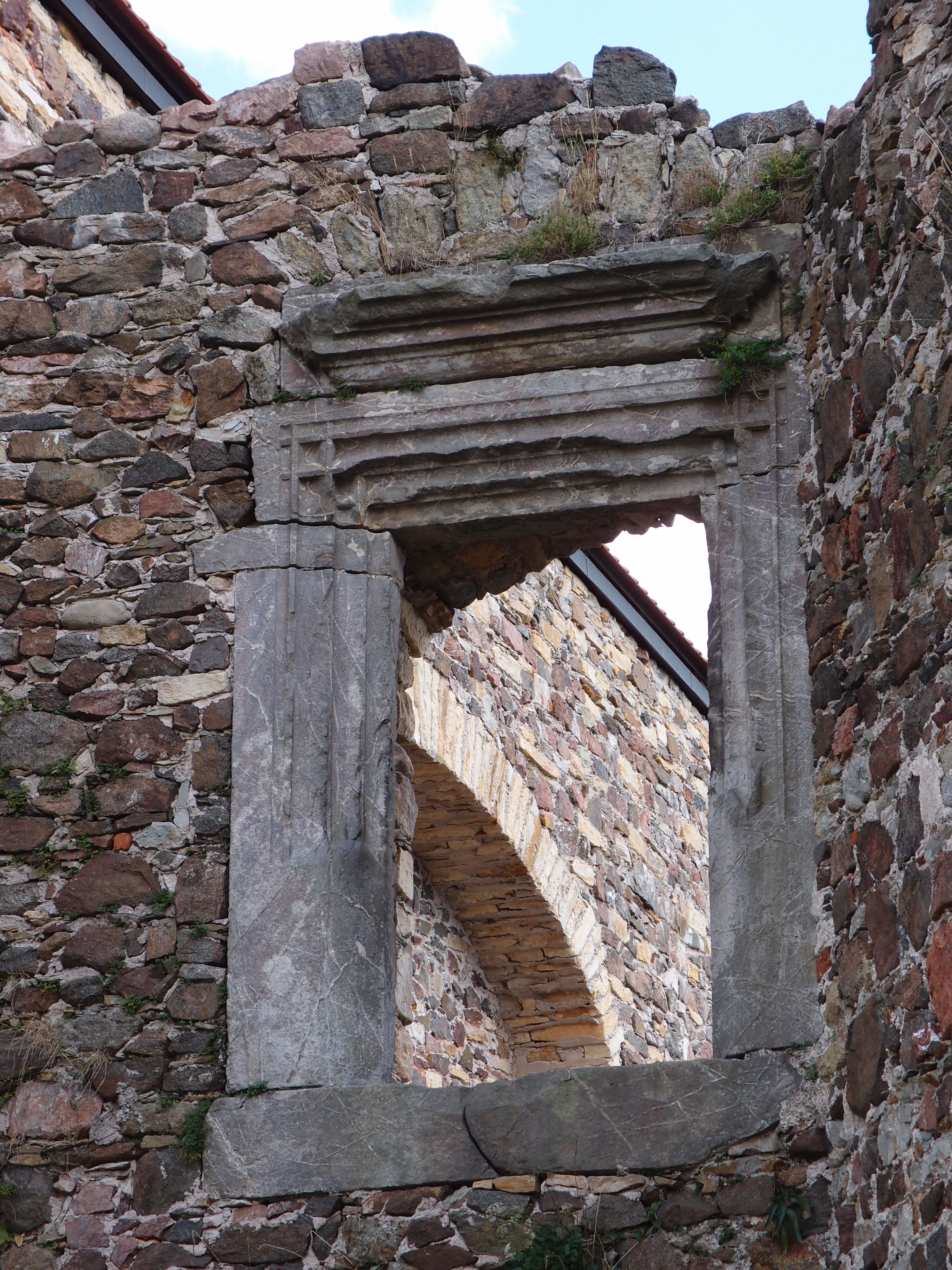
Fenster der oberen Burg